# 太田市立宝泉中学校
太田市立宝泉中学校（おおたしりつ ほうせんちゅうがっこう）は、群馬県太田市にある公立中学校。

## 所在地
- 〒373-0042 群馬県太田市宝町735番地

## 学区
- 由良町林[1]
- 由良町諏訪
- 由良町北上
- 由良町西上
- 別所町
- 沖野町
- 西野谷町
- 上田島町
- 中根町
- 東田島
- 西田島一区
- 西田島二区
- 泉町
- 宝町
- 西新町

## 学校周辺
- 太田市立宝泉小学校
- 東武伊勢崎線：細谷駅
- 宝泉スポーツ広場

## 出身人物
- 柿沼正明 - 民主党所属衆議院議員
- 石原樹 - 柔道選手
- ルシアノ・フェルナンド - 埼玉武蔵ヒートベアーズ所属
- KANON - 新しい学校のリーダーズ所属